# ضياء فتح آبادي
ضياء فتح آبادي واسمه في الأصل مهر لال سوني ناظم وشاعر غزل هندي. وكان من تلاميذ سيد عاشق حسين صديقي سيماب أكبر آبادي، وهو تلميذ لنواب مرزا خان داغ دهلوي.